# Rakusz Éva
Rakusz Éva (Miskolc, 1961. május 13. –) olimpiai ezüstérmes, világbajnok magyar kajakozó.

## Pályafutása
Az 1980-as moszkvai olimpián bronzérmet, az 1988-as szöuli olimpián ezüstérmet szerzett. Az 1986-os montreali világbajnokságon aranyérmet szerzett K4 500 méteren. 1981-ben az év női sportolójának választották. 1980-ban és 1981-ben őt választották meg az év magyar női kajakozójának.